# Carl Johan Malmsten

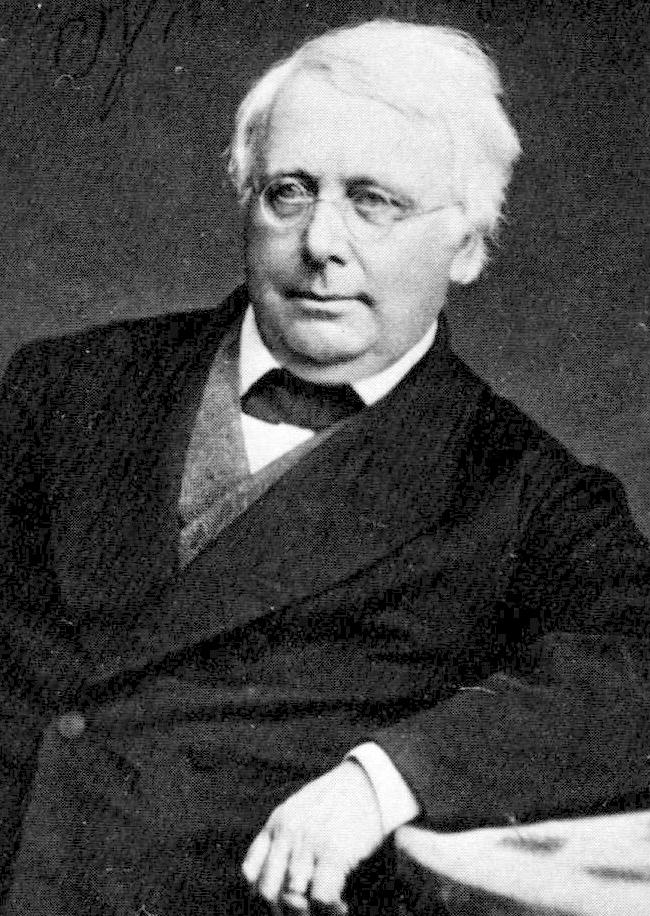
Carl Johan Malmsten

Carl Johan Malmsten (* 9. April 1814 in Uddetorp, Schweden; † 11. Februar 1886 in Uppsala) war ein schwedischer Mathematiker.

## Leben
Malmsten, ein Sohn des Pfarrers Hans Georg Malmsten und Bruder des Mediziners Pehr Henrik Malmsten (1811–1883), studierte ab 1833 an der Universität Uppsala und erwarb 1839 den Magistergrad. 1840 wurde er Privatdozent und 1842 ordentlicher Professor der Mathematik an der Universität Uppsala; 1855/56 amtierte er als Rektor. 1859 wurde er zum Staatsrat ernannt und 1866 bis 1879 war er Landshövding (Landeshauptmann) der Provinz Skaraborgs län. Von 1867 bis 1870 gehörte er zudem der ersten Kammer des schwedischen Reichstags an.
Als Universitätslehrer übte er einen großen und dauerhaften Einfluss aus. Er war der Erste, der in Schweden die cauchysche Funktionentheorie bekannt machte. Er publizierte über verschiedene Gegenstände der Analysis; die bedeutendste ist die Untersuchung über das Restglied der eulerschen Summenformel. Von ihm stammen Formeln für den Logarithmus der Gammafunktion (Malmsténs Formel) und er fand vor Bernhard Riemann einen Beweis der Funktionalgleichung der Riemannschen Zetafunktion (Crelle`s Journal, Band 38, 1849), die allerdings schon Leonhard Euler bekannt war, was Malmsten in seinem Aufsatz auch erwähnt.
Als Vorstandsmitglied der Versicherungsanstalt Skandia erwarb er sich große Verdienste um die Entwicklung der schwedischen Lebensversicherungsanstalten. Er war Mitgründer der Acta Mathematica.
Er war Mitglied zahlreicher Akademien und gelehrter Gesellschaften; unter anderem der Königlichen Gesellschaft der Wissenschaften in Uppsala (ab 1843, 1878 Ehrenmitglied), der Königlich Schwedischen Akademie der Wissenschaften (ab 1844), der Kungliga Vetenskaps- och Vitterhetssamhället i Göteborg (ab 1855, 1860 Ehrenmitglied), der Königlichen Physiographischen Gesellschaft in Lund (ab 1860), der Accademia dei Lincei (Korrespondent 1853, Mitglied 1883), der
Königlich Dänischen Akademie der Wissenschaften (ab 1869), der Akademie der Wissenschaften zu Göttingen (ab 1875 Korrespondent, 1882 auswärtiges Mitglied) und der Preußischen Akademie der Wissenschaften (1880 Ehrenmitglied).
Seine Tochter war mit Ernst Christian Julius Schering verheiratet.